# Ліси Сьєрра-Невади
Ліси Сьєрра-Невади (ідентифікатор WWF: NA0527) — неарктичний екорегіон хвойних лісів помірної зони, розташований в Каліфорнії на заході США.

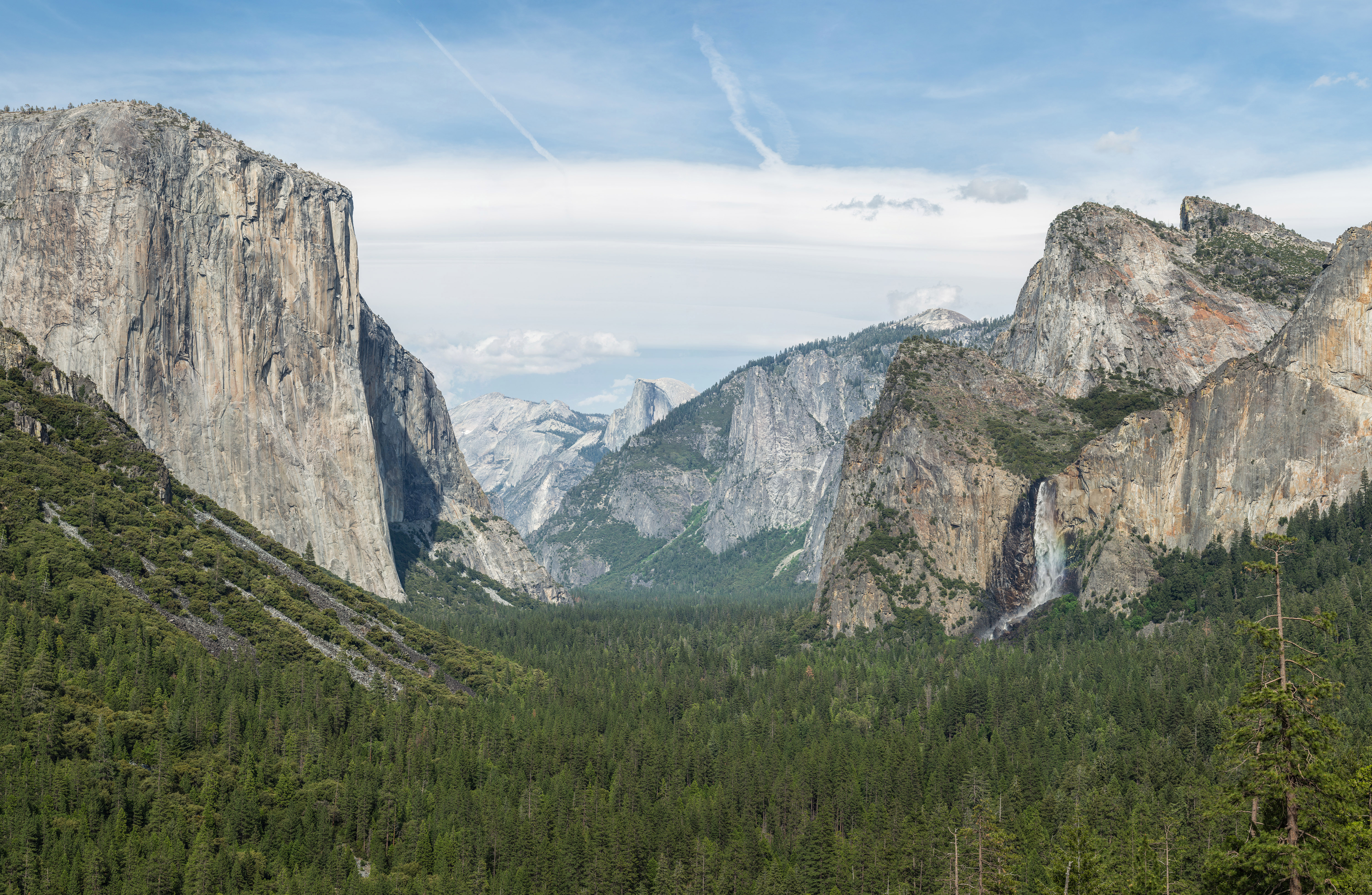
Долина Йосеміті

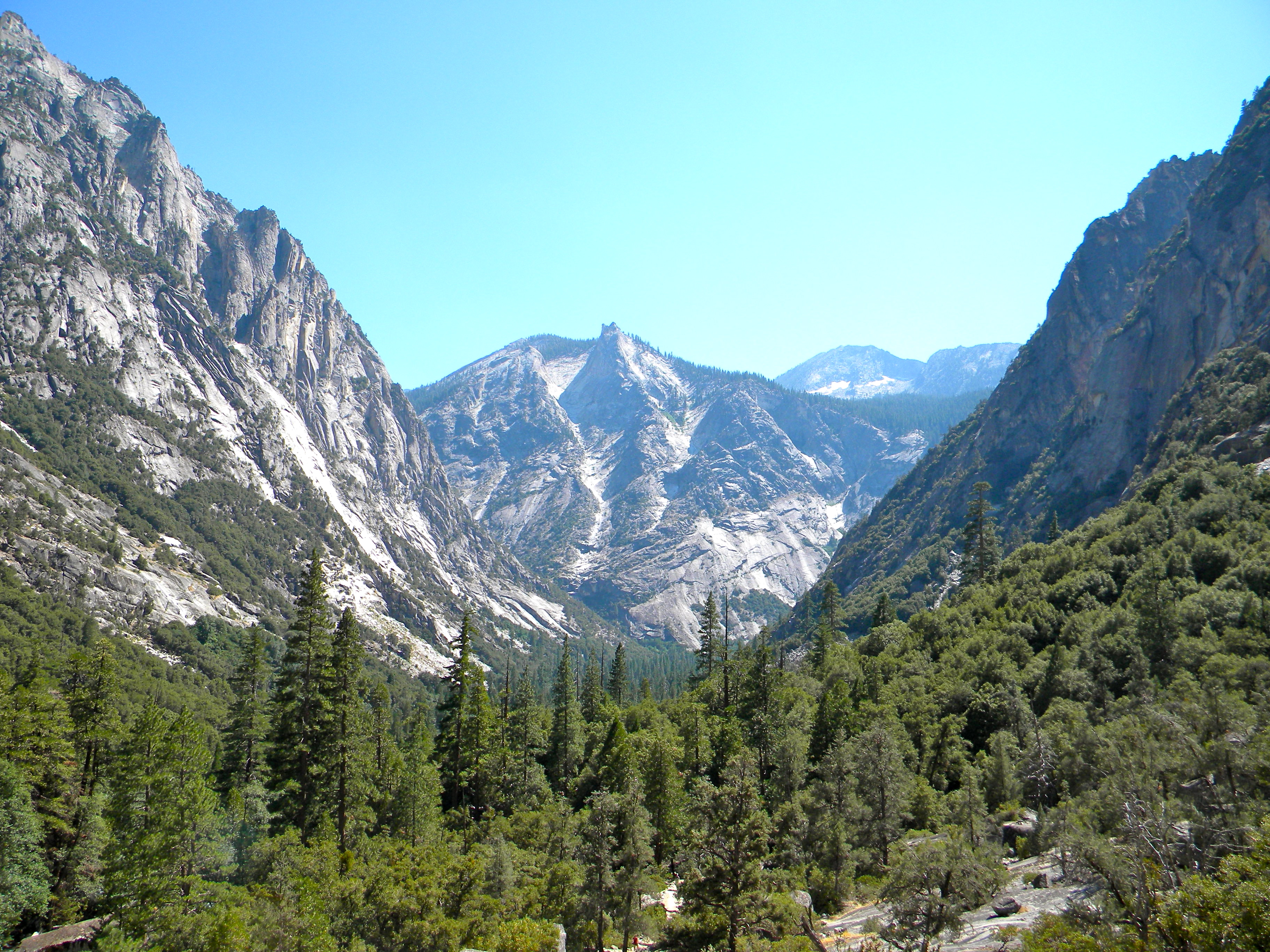
Ландшафт Національного парку Кінгс-Каньйон

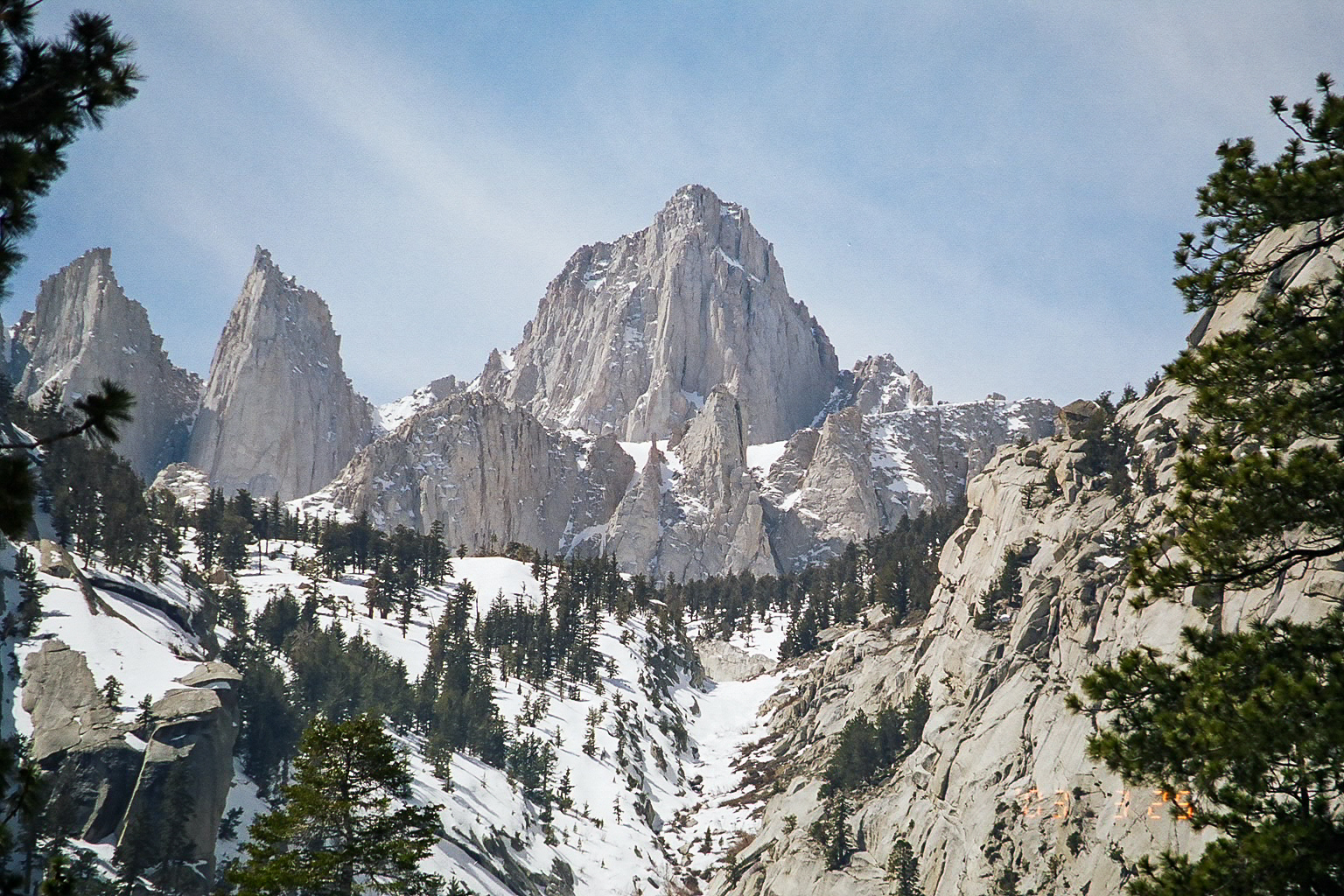
Гора Вітні

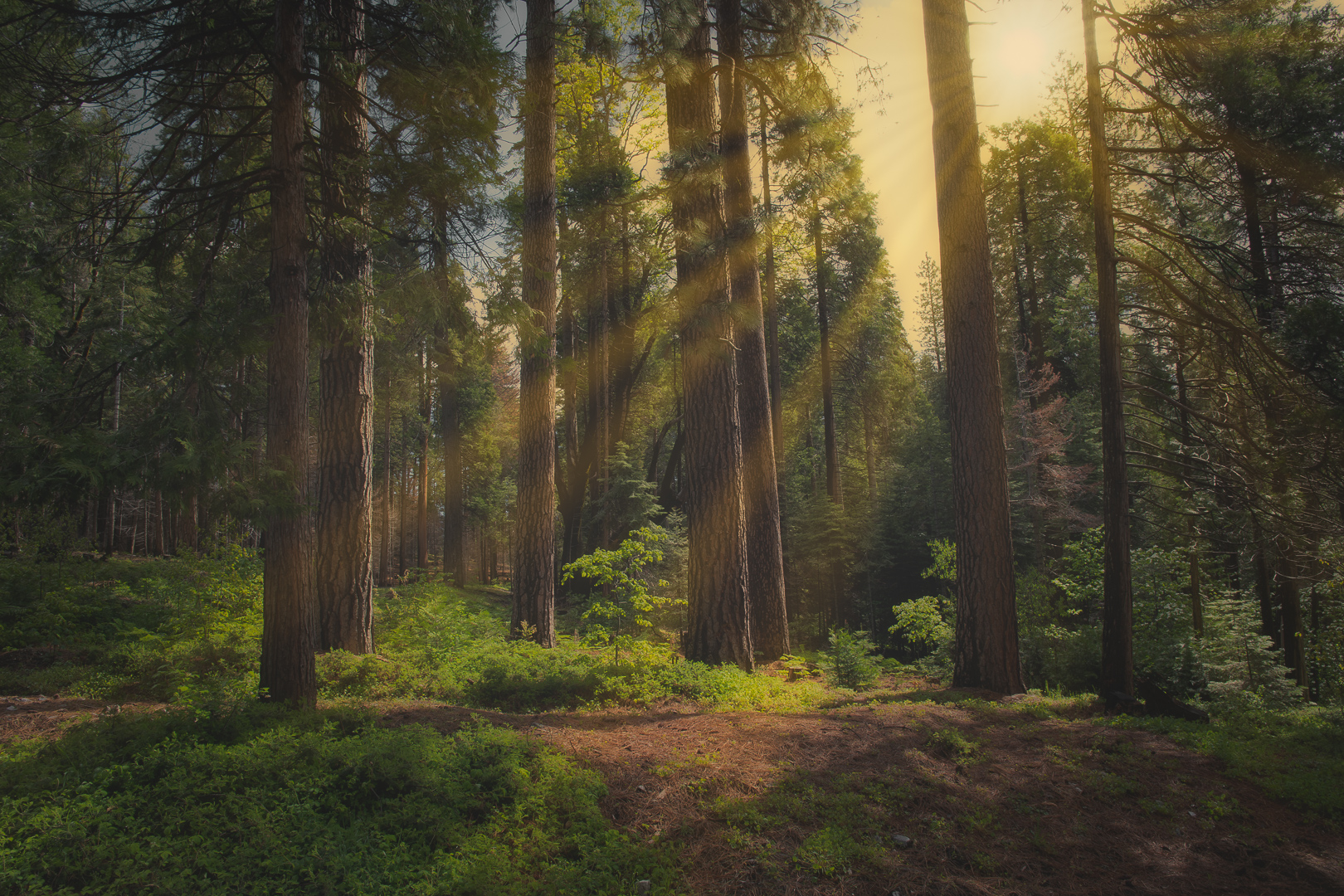
Ліс у Національному парку Йосеміті

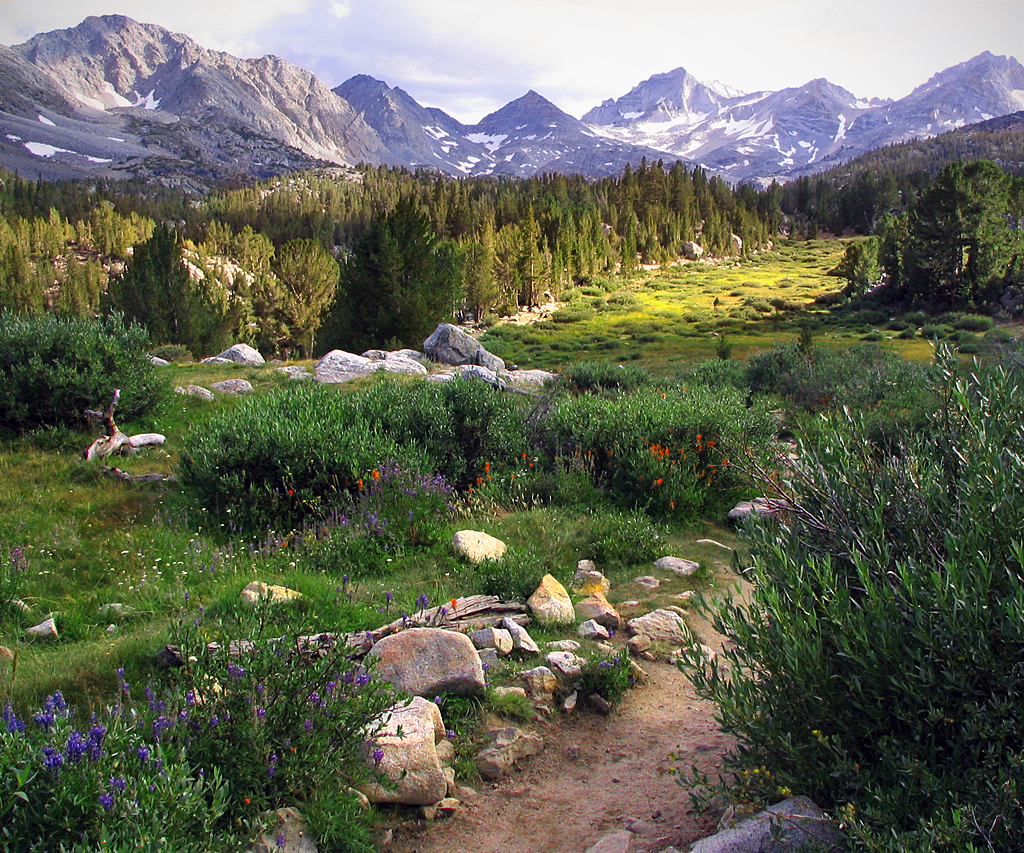
Субальпійські високогір'я Сьєрра-Невади

## Географія
Екорегіон лісів Сьєрра-Невади охоплює гори Сьєрра-Невада, які простягаються з північного заходу на південний схід через східну частину Каліфорнії. Невелика частина цих гір. яка включає гірський хребет Карсон, розташована на крайньому заході штату Невада. Протяжність Сьєрра-Невади з півночі на південь становить приблизно 640 км, а ширина — близько 100 км.
Гори Сьєрра-Невада є частиною Західного поясу Північноамериканських Кордильєр. На півночі вони переходять у Південні Каскадні гори, а на півдні — у гори Техачапі, які є частиною Поперечних хребтів. На захід від Сьєрра-Невади лежить Центральна долина Каліфорнії, а на схід — Великий Басейн.
З геологічної точки зору Сьєрра-Невада є глибоко розчленованими бриловими горами. Їх основу складають сьєрра-невадські батоліти, які утворилися глибоко під землею понад сто мільйонів років тому, однак самі гори почали підійматися лише близько чотирьох мільйонів років тому. Подальша льодовикова та водна ерозія оголила світлі гранітні брили. Внаслідок тектонічних процесів підняття Сьєрра-Невади триває й досі. Східні схили цих гір, як правило, дуже стрімкі, тоді як західні схили, що спускаються до Центральної долини Каліфорнії, більш пологі. Кілька великих річкових долин прорізають західні схили глибокими каньйонами. В горах Сьєрра-Невада беруть початок багато великих річок, які живляться талою сніговою водою. Також в горах є багато озер, найбільшим з яких є озеро Тахо, розташоване на кордоні Каліфорнії та Невади.
Висота Сьєрра-Невади має тенденцію до збільшення з півночі на південь, що призводить до більшого різноманіття рослинних угруповань на півдні регіону. Найвищою вершиною екорегіону є гора Вітні заввишки 4421 м, яка є найвищою вершиною Каліфорнії та всієї континентальної частини США.
На півночі ліси Сьєрра-Невади переходять у ліси Кламату та Сіскію та у ліси сходу Каскадних гір, на північному сході — у чагарникові степи Снейку та Колумбії, на сході — у чагарникові степи Великого Басейну, на південному сході — у пустелю Мохаве, на півдні — у чапараль та рідколісся гір Каліфорнії, а на заході — у чапараль та рідколісся внутрішніх районів Каліфорнії.

## Клімат
Завдяки значним перепадам широт і висот клімат Сьєрра-Невади є доволі різноманітним. На більшій частині екорегіону переважає середземноморський клімат (Csb за класифікацією кліматів Кеппена), а у високогір'ях — субарктичний клімат (Dsc за класифікацією Кеппена) або тундровий клімат (ET за класифікацією Кеппена). Влітку температура тут коливається від 6 °C до 32 °C. Зими відносно м'які.
Завдяки тому, що гори Сьєрра-Невада розташовані в глибині континенту та є доволі високими, середземноморський клімат регіону більш мінливий та суворий, а також менш вологий, порівняно з кліматом нижчих районів, розташованих ближче до узбережжя. На низьких висотах, а також на східних схилах гір завдяки ефекту дощової тіні опадів випадає мало. Середньорічна кількість опадів в екорегіоні коливається від приблизно 150 мм на низьких висотах до майже 2500 мм у високогір'ях. Розподіл опадів має чітко виражений сезонний характер з вологою зимою та посушливим літом. Літня посуха переривається періодичними грозами. Найбільше опадів випадає в центральній і північній частинах західного схилу, на висоті між 1500 і 2400 м над рівнем моря. Кількість опадів сильно змінюється з року в рік. Стійкий сніговий покрив у горах відсутній. У деякі роки найвищі вершини залишаються засніженими, але в теплі роки весь сніг влітку тане.

## Флора
В межах екорегіону поширені різноманітні рослинні угруповання, на розподіл яких впливає поєднання клімату, рельєфу та ґрунтів. Висотна поясність Сьєрра-Невади характеризується переходом від чагарників та чапаралю на низьких висотах до субальпійських лісів та альпійських луків у високогір'ях. Висотні межі, у яких розташовані різні рослинні угруповання, різняться для західних та східних схилів Сьєрра-Невади, оскільки східні схили лежать у дощовій тіні гребня гір та є більш посушливими, ніж західні. Крім того, з просуванням від північного до південного краю гір межі висотних поясів зміщуються на 300 м вгору. Висоти, зазначені нижче, стосуються центральної частини Сьєрра-Невади.
У західних передгір'ях Сьєрра-Невади, уздовж кордону з Центральною долиною, на висоті від 150 до 1070 м над рівнем моря поширені передгірські рідколісся. У цих рідколіссях переважають сірі сосни (Pinus sabiniana), блакитні дуби (Quercus douglasii), каньйонові дуби (Quercus chrysolepis), каліфорнійські чорні дуби (Quercus kelloggii) та каліфорнійські гіркокаштани (Aesculus californica), а в їх підліску — чагарники червонокорінника (Ceanothus spp.), каліфорнійського тойона (Heteromeles arbutifolia), тихоокеанського дерена (Cornus nuttallii) та каліфорнійського юдиного дерева (Cercis occidentalis). Подекуди ці рідколісся перемежовуються дубовими саванами, луками та чапаралем. На північному заході регіону, де поширені серпентінові ґрунти, у чагарникових заростях чапаралю домінує каліфорнійський тойон (Heteromeles arbutifolia) та каліфорнійський шаміз (Adenostoma fasciculatum). Багато рослинних угруповань, що зустрічаються у західних передгір'ях Сьєрра-Невади, де влітку спекотно та сухо, а взимку снігу мало або взагалі немає, є схожими на угруповання, що поширені на внутрішніх схилах Каліфорнійських Прибережних хребтів. Серед тварин, характерних для цієї зони, слід відзначити каліфорнійського барибала (Ursus americanus californiensis), північноамериканську котофредку (Bassariscus astutus) койота (Canis latrans), західну сіру вивірку (Sciurus griseus), руду рись (Lynx rufus), каліфорнійського чорнохвостого оленя (Odocoileus hemionus californicus) та каліфорнійського смугастого скунса (Mephitis mephitis occidentalis).
У набагато посушливіших східних передгір'ях Сьєрра-Невади, зокрема у долині Овенс, що простягається вздовж південно-східного підніжжя цих гір, на висоті від 1500 до 2100 м над рівнем моря, поширені сосново-ялівцеві рідколісся. У цих рідколіссях домінують однохвойні сосни (Pinus monophylla) та сьєрранські яловці (Juniperus grandis), а в їх підліску — чагарники тризубчастого полину (Artemisia tridentata) та гіллястого чорнощетинника (Coleogyne ramosissima). Уздовж струмків зустрічаються сосни Джеффрі (Pinus jeffreyi). На висоті нижче 1500 м над рівнем моря опадів випадає недостатньо, щоб підтримувати ріст дерев. На цих висотах поширені напівпустельні чагарники тризубчастого полину (Artemisia tridentata) та пустельні чагарники сіруватої лутиги (Atriplex canescens) навколо солончаків. Серед тварин, характерних для східних передгір'їв Сьєрра-Невади, слід відзначити пустельного товсторога (Ovis canadensis nelsoni) та блакитну сойку (Gymnorhinus cyanocephalus).
Зі збільшенням висоти передгірські рідколісся переходять у низькогірські ліси. На західних схилах Сьєрра-Невади низькогірські ліси поширені переважно на висоті понад 900 м над рівнем моря, а на східних схилах — на висоті від 2100 до 2700 м над рівнем моря. Середземноморський клімат низькогірських схилів забезпечує спекотне сухе літо та прохолодну вологу зиму. Взимку нерідко тут утворюється сніговий покрив завтовшки до півметра, який може залишатися протягом кількох місяців. Характерними деревами, що домінують у низькогірських лісах Сьєрра-Невади є жовті сосни (Pinus ponderosa) та сосни Джеффрі (Pinus jeffreyi): перші зазвичай зустрічаються на західних схилах гір, а другі — на східних. Крім того, у цих лісах зустрічаються багато інших видів дерев, зокрема каліфорнійські чорні дуби (Quercus kelloggii), сосну Ламберта (Pinus lambertiana), каліфорнійські річкові кедри (Calocedrus decurrens) та одноколірні ялиці (Abies concolor var. lowiana). Різноманіття дерев у низькогірських лісах робить їх привабливими та цікавими до вивчення. Серед тварин, характерних для цієї зони, слід відзначити сірого юнко (Junco hyemalis), гірську гаїчку (Poecile gambeli), західну сіру вивірку (Sciurus griseus), чорнохвостого оленя (Odocoileus hemionus) та барибала (Ursus americanus).
Характер низькогірських лісів змінюється з широтою. На західних схилах гір на північ від Грасс-Веллі висота, на яких поширені низькогірські ліси коливається від 600 до 1200 м над рівнем моря. Жовті сосни (Pinus ponderosa) тут зустрічаються рідше, а прибережні дуґласії (Pseudotsuga menziesii var. menziesii) — частіше. У середній частині Сьєрра-Невади, на південь від річки Мерсед, низькогірські ліси поширені на цій же висоті, однак кількість опадів зменшується, і ліси перемежовуються чапаралем. На західних схилах у південній частині Сьєрра-Невади низькогірські ліси зустрічаються на висоті від 900 до 1500 м над рівнем моря, однак подекуди ці ліси, у яких домінують жовті сосни (Pinus ponderosa), можуть переважати й на висоті до 1800 м над рівнем моря. На відміну від північних районів, у геології Південної Сьєрра-Невади переважають граніти.
Зі збільшеннями висоти на західних схилах Сьєрра-Невади низькогірські ліси переходять у середньогірські ліси. На північ від озера Тахо середньогірські ліси поширені на висоті від 900 до 1800 м над рівнем моря, між Тахо та долиною Йосеміті — на висоті від 1200 до 1800 м над рівнем моря, а на південь від Йосеміті — на висоті від 1500 до 2100 м над рівнем моря. У середньогірській зоні переважають мішані ліси, основу яких складають одноколірні ялиці (Abies concolor var. lowiana), прибережні дуґласії (Pseudotsuga menziesii var. menziesii), жовті сосни (Pinus ponderosa), каньйонові дуби (Quercus chrysolepis), каліфорнійські чорні дуби (Quercus kelloggii) та густоцвіті нотолітокарпуси (Notholithocarpus densiflorus), залежно від місцевості. На північ від озера Тахо у середньогірських лісах  одноколірні ялиці (Abies concolor) та прибережні дуґласії (Pseudotsuga menziesii) зустрічаються частіше, а жовті сосни (Pinus ponderosa) рідше, ніж у більш південних районах. У місцевостях, де переважають ультрамафічні лавові ґрунти, зустрічаються сосни Джеффрі (Pinus jeffreyi), а у вологих частинах долини Йосеміті та південної частини Сьєрра-Невади — ендемічні велетенські мамонтові дерева (Sequoiadendron giganteum), наймасивніші дерева світу з підродини секвоєвих (Sequoioideae). Деякі представники цього виду віком понад 3200 років мають діаметр стовбура близько 11 м.
Зі збільшенням висоти середньогірські ліси переходять у високогірні ліси. Клімат високогір'їв екорегіону характеризується коротким, вологим, прохолодним літом та холодною, вологою зимою. Сніг починає падати в листопаді, та утворює покрив завтовшки до 1,8 метрів, який може залишатися до червня. У високогірних лісах Сьєрра-Невади домінують насадження прекрасної ялиці (Abies magnifica) та скрученої сосни (Pinus contorta subsp. murrayana). Також у цій зоні зустрічаються сосни Джеффрі (Pinus jeffreyi), кора яких пахне ваніллю, та мальовничі західні яловці (Juniperus occidentalis). З червня по серпень на луках у високогір'ях цвітуть польові квіти. Серед тварин, поширених у високогірних лісах Сьєрра-Невади, слід відзначити плямистоволого дрозда-короткодзьоба (Catharus guttatus), гірського тетерука (Dendragapus fuliginosus), бородату сову (Strix nebulosa), золотистого ховраха (Callospermophilus lateralis) та рідкісну тихоокеанську куницю (Martes caurina).
Висота зони високогірних лісів змінюється з широтою. На західних схилах Сьєрра-Невади на північ від долини Йосеміті високогірні ліси поширені на висоті від 1800 до 2400 м над рівнем моря, а на південь від цієї долини — на висоті від 2100 до 2700 м над рівнем моря. На східних схилах Сьєрра-Невади низькогірські ліси, оминаючи середньогірську зону, одразу переходять у високогірні ліси, які простягаються на висоті від 2700 до 3200 м над рівнем моря.
Зі збільшенням висоти високогірні ліси Сьєрра-Невади переходять у субальпійські ліси. Тут переважає прохолодний клімат, який характеризується коротким вегетаційним періодом, сильними вітрами та довгими, холодними, сніжними зимами. Товщина снігового покриву може досягати 1-2,4 м. Найпоширенішими видами дерев у субальпійських лісах є білокорі сосни (Pinus albicaulis). Також у субальпійських високогір'ях зустрічаються західні білі сосни (Pinus monticola), гірські тсуґи (Tsuga mertensiana), скручені сосни (Pinus contorta) та американські осики (Populus tremuloides). Субальпійські ліси перемежовуються луками, які квітнуть з липня по серпень. Серед тварин, характерних для цих висот, слід відзначити американську горіхівку (Nucifraga columbiana).
Рослинність та екологія субальпійських високогір'їв визначаються холодним, сніжним кліматом та тонкими, бідними на поживні речовини ґрунтами. Ці суворі, стресові умови спричиняють повільний ріст рослин, пригнічують конкуренцію видів та сприяють мутуалізму. Субальпійські ліси та луки Сьєрра-Невади чутливі до змін навколишнього середовища, таких як зміни клімату та забруднення.
На західних схилах Сьєрра-Невади на південь від Бриджпорта субальпійські ліси поширені на висоті від 2700 до 3400 м над рівнем моря. Окрім перерахованих вище видів, тут також зустрічаються майже ендемічні сосни Бальфура (Pinus balfouriana var. austrina). На північ від Бриджпорта субальпійські ліси поширені на висоті від 2400 до 3000 м над рівнем моря. Сосни Бальфура (Pinus balfouriana) тут відсутні. На східних схилах Сьєрра-Невади субальпійська зона розташована на висоті від 3200 до 3500 м над рівнем моря.
Найвищі вершини Сьєрра-Невади входять до альпійської зони. На західних схилах гір ця зона розташована на висоті понад 3200 м над рівнем моря на півночі та на висоті понад 2700 м над рівнем моря на півдні, а на східних схилах — на висоті понад 3500 м над рівнем моря. Для цих висот характерне коротке прохолодне літо та довга, холодна і сніжна зима. Альпійську зону легко виділити, оскільки вона розташована вище верхньої межі лісу. Через суворі кліматичні умови в цій зоні не ростуть дерева. Багато гранітних відслонень, осипів та валунів обмежують кількість рослинності у альпійській зоні. Флора цієї зони включає подушкоподібні рослини, трави та осоки. Трав'янисті рослини повинні швидко зацвісти та дати насіння протягом короткого безморозного періоду влітку. Макролишайникова флора у альпійській зоні Сьєрра-Невада розвинена недостатньо в порівнянні з альпійськими зонами Скелястих гір та гір Тихоокеанського Північного Заходу. Серед тварин, характерних для альпійських високогір'їв Сьєрра-Невади, слід відзначити американську пискуху (Ochotona princeps), ховраха Белдінга (Urocitellus beldingi), жовточеревого бабака (Marmota flaviventris) та рідкісного сьєрра-невадського товсторога (Ovis canadensis sierrae).
У горах Сьєрра-Невада зростають одні з найрізноманітніших гірських хвойних лісів на Землі. Близько половини з 7600 таксонів судинних рослин Каліфорнії зустрічаються в екорегіоні, зокрема понад 400 ендемічних видів та 200 рідкісних видів. Найбільше флористичне різноманіття, а також різноманіття рідкісних та ендемічних рослин спостерігається на півдні екорегегіону, однак осередки зростання рідкісних рослин трапляються по всій Сьєрра-Неваді. Високе регіональне флористичне різноманіття є наслідком високої зміни видового складу рослинних угруповань з висотою та між вододілами вздовж екологічного градієнта з півночі на південь, тобто є бета-різноманіттям. 
У горах Сьєрра-Невади зростає низка рідкісних рослин, що охороняються на федеральному рівні згідно з законом про види, що перебувають під загрозою вимирання від 1973 року. Серед таких видів слід відзначити триприквіткову цибулю (Allium tribracteatum), йосемітський шорсткий соняшник (Eriophyllum nubigenum), маріпозьку пустельну петрушку (Lomatium congdonii), гусимець Тієма (Boechera tiehmii), тонкостеблий мавпоцвіт (Erythranthe filicaulis) та конюшину Боландера (Trifolium bolanderi). Ці види потребують зосереджених заходів щодо збереження для запобігання зменшення їх популяції. Оцінка чисельності видів та заходи з їх збереження здійснюються Службою національних парків США. Крім того, в горах Сьєрра-Невада зустрічається низка видів, які є регіонально рідкісними в штаті Каліфорнія. До таких видів належить йосемітська цибуля (Allium yosemitense), осока Томпкіна (Carex tompkinsii), шорсткий соняшник Конгдона (Eriophyllum congdonii) та льюїсія Конгдона (Lewisia congdonii).

## Фауна

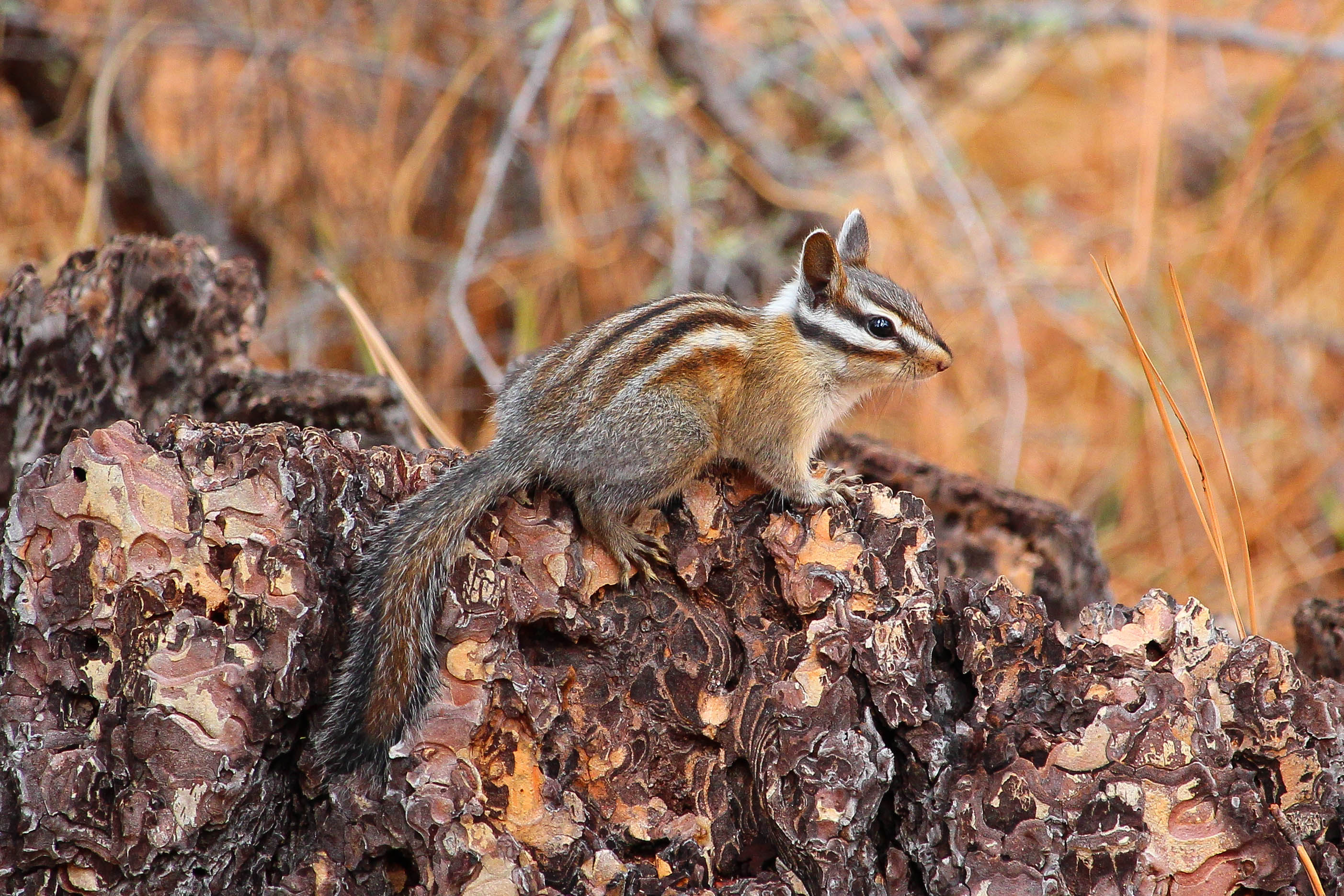
Довговухий бурундук (Neotamias quadrimaculatus)

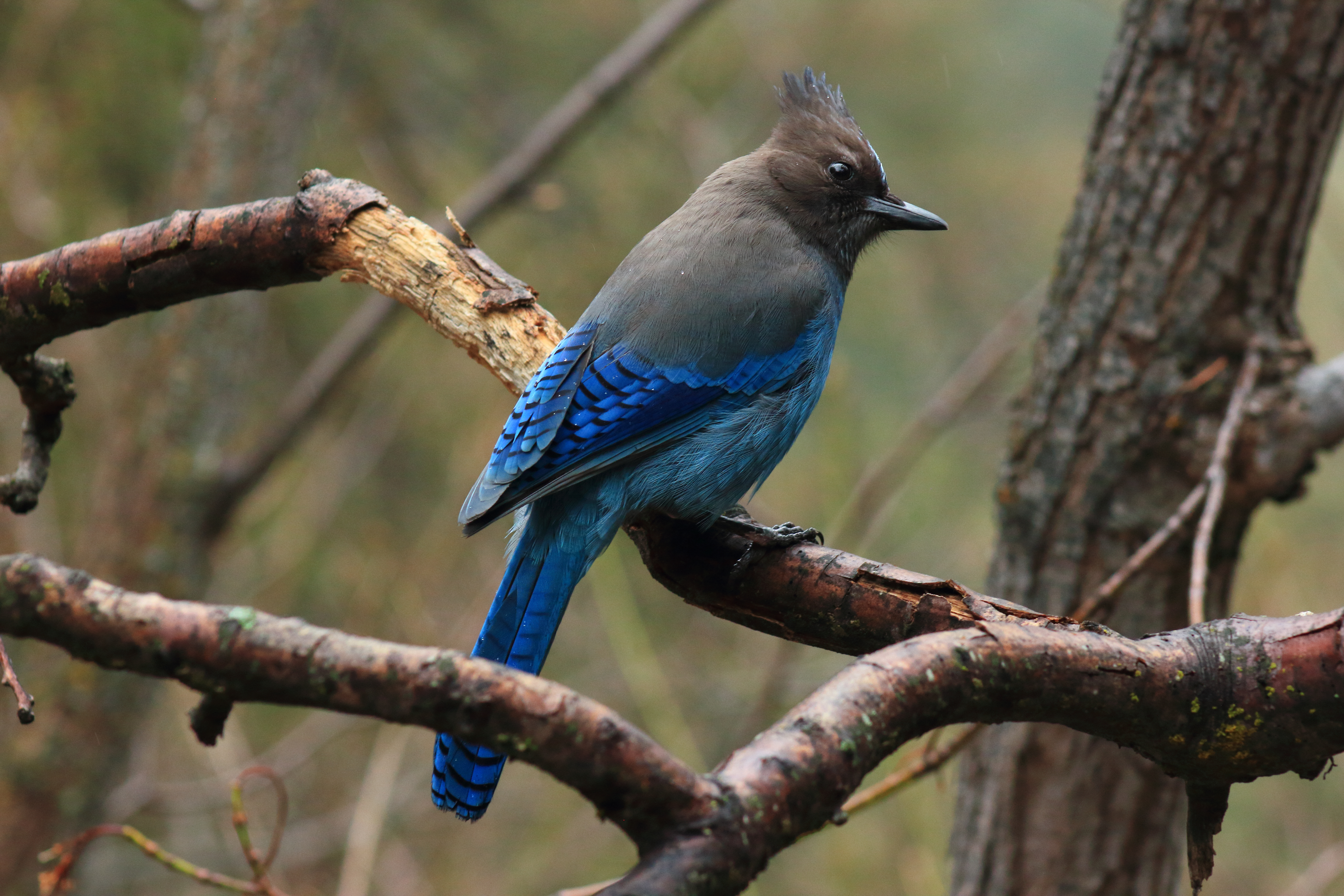
Чорноголова сизойка (Cyanocitta stelleri)

Серед поширених в екорегіоні ссавців слід відзначити каліфорнійського чорнохвостого оленя (Odocoileus hemionus californicus), барибала (Ursus americanus), північноамериканську пуму (Puma concolor couguar), руду рись (Lynx rufus), койота (Canis latrans), сіру лисицю (Urocyon cinereoargenteus), сьєрра-невадську руду лисицю (Vulpes vulpes necator), тихоокеанську куницю (Martes caurina), американського горностая (Mustela richardsonii), довгохвосту ласицю (Neogale frenata), американського борсука (Taxidea taxus), смугастого скунса (Mephitis mephitis), західного плямистого скунса (Spilogale gracilis), північноамериканську котофредку (Bassariscus astutus), звичайного ракуна (Procyon lotor), американського зайця (Lepus americanus), білохвостого зайця (Lepus townsendii), гірського кролика (Sylvilagus nuttallii) та гірську мідицю (Sorex monticolus). Серед гризунів, що зустрічаються в горах Сьєрра-Невада, слід відзначити західну сіру вивірку (Sciurus griseus), вивірку Дугласа (Tamiasciurus douglasii), гірську аплодонтію (Aplodontia rufa), канадського голкошерста (Erethizon dorsatum), літягу Гумбольдта (Glaucomys oregonensis), малого бурундука (Neotamias minimus), соснового бурундука (Neotamias amoenus), бурундука Мерріама (Neotamias merriami), бурундука Аллена (Neotamias senex), пишнохвостого лісового хом'яка (Neotoma cinerea), великовухого лісового хом'яка (Neotoma macrotis), каліфорнійського ховраха (Otospermophilus beecheyi), золотистого ховраха (Callospermophilus lateralis), довгохвосту полівку (Microtus longicaudus), гірську полівку (Microtus montanus), західну заподу (Zapus princeps), каліфорнійську полівку (Microtus californicus), каліфорнійську мишу (Peromyscus californicus), західну вересову мишу (Phenacomys intermedius), а також майже ендемічних гірських гоферчиків (Thomomys monticola) та секвоєвих бурундуків (Neotamias speciosus).
На берегах річок зустрічаються каліфорнійські золоті бобри (Castor canadensis subauratus), канадські видри (Lontra canadensis), річкові візони (Neogale vison) та болотяні ондатри (Ondatra zibethicus), у високогір'ях — сьєрра-невадські товстороги (Ovis canadensis sierrae), американські пискухи (Ochotona princeps), ховрахи Белдінга (Urocitellus beldingi) та жовточереві бабаки (Marmota flaviventris), а у передгір'ях — пустельні товстороги (Ovis canadensis nelsoni), вилороги (Antilocapra americana), великовухі зайці (Lepus californicus), пустельні кролики (Sylvilagus audubonii) та айдахські кролики (Brachylagus idahoensis). Каліфорнійські гризлі (Ursus arctos californicus) та вовки (Canis lupus) вимерли у Сьєрра-Неваді, однак за останні десятиліття вовки почали поступово повертатися в регіон. Звичайні росомахи (Gulo gulo) та ільки (Pekania pennanti) також були реінтродуковані в регіоні. Ендеміками Сьєрра-Невади є лаєльські мідиці (Sorex lyelli), поширені у субальпійських високогір'ях, довговухі бурундуки (Neotamias quadrimaculatus), поширені в чапаралі та на галявинах гірських лісів, а також альпійські бурундуки (Neotamias alpinus), поширені у альпійській зоні.
Серед поширених в екорегіоні птахів слід відзначити гірського тетерука (Dendragapus fuliginosus), гірську перепелицю (Oreortyx pictus), американського яструба (Accipiter atricapillus), білоголового орлана (Haliaeetus leucocephalus), віргінського пугача (Bubo virginianus), плямисту сову (Strix occidentalis), північну жовну (Dryocopus pileatus), північного дятла (Picoides arcticus), волохатого дятла (Leuconotopicus villosus), білоголового дятла (Leuconotopicus albolarvatus), червоноголового дятла-смоктуна (Sphyrapicus ruber), каліопу (Selasphorus calliope), американську горіхівку (Nucifraga columbiana), сонорську сойку (Aphelocoma woodhouseii), чорноголову сизойку (Cyanocitta stelleri), канадського повзика (Sitta canadensis), повзика-крихітку (Sitta pygmaea), сірого пронурка (Cinclus mexicanus), гірську гаїчку (Poecile gambeli), короткодзьобого віреона (Vireo huttoni), зеленоспинного віреона (Vireo cassinii), північного солітаріо (Myadestes townsendi), плямистоволого дрозда-короткодзьоба (Catharus guttatus), ялинового піві-малюка (Empidonax hammondii), західного піві-малюка (Empidonax difficilis), чагарникового піві-малюка (Empidonax oberholseri), жовтоголового пісняра-лісовика (Setophaga occidentalis), рябогруду вівсянку (Passerella iliaca), сірого юнко (Junco hyemalis), жовтобрового кіпаля (Hesperiphona vespertina), ялинового шишкаря (Loxia curvirostra), соснового чижа (Spinus pinus), сивоголового катуньчика (Leucosticte tephrocotis) та кармінову чечевицю (Haemorhous purpureus).
Серед поширених в екорегіоні плазунів слід відзначити сцинка Гілберта (Plestiodon gilberti), західну парканну ігуану (Sceloporus occidentalis), північну крокодилову ящірку (Elgaria coerulea), струнку підв'язкову змію (Thamnophis elegans) , коралову королівську змію (Lampropeltis zonata), західного гримучника (Crotalus oreganus) та майже ендемічну сьєрранську садову змію (Thamnophis couchii), а серед амфібій — енсатіну (Ensatina eschscholtzii) та передгірську жовтоногу жабу (Rana boylii), а також майже ендемічних сьєрранських тритонів (Taricha sierrae), товариських струнких саламандр (Batrachoseps gregarius) та гірських жовтоногих жаб (Rana muscosa). Ендеміками Сьєрра-Невади є рідкісні кінгс-ріверські стрункі саламандри (Batrachoseps regius), реліктові стрункі саламандри (Batrachoseps relictus), секвоєві стрункі саламандри (Batrachoseps kawia), йосемітські жаби (Anaxyrus canorus) та сьєрра-невадські жовтоногі жаби (Rana sierrae). У водоймах екорегіону зустрічаються рідкісні туйські головні (Siphateles bicolor), паютські форелі (Oncorhynchus clarkii seleniris), лахонтанські форелі (Oncorhynchus clarkii henshawi) та ендемічні золоті форелі (Oncorhynchus aguabonita), 
Загалом фауна Сьєрра-Невади вирізняється високим різноманіттям. Вона нараховує близько 400 видів наземних хребетних тварин, або близько 60 % від усіх видів, поширених в Каліфорнії. 30 видів хребетних тварин є ендеміками екорегіону, що є одним з найвищих рівнів ендемізму в США. Крім того, тут зустрічаються сотні ендемічних видів безхребетних тварин, зокрема рідкісні жовтюхи Бера (Colias behrii)

## Збереження
Внаслідок століття інтенсивної лісозаготівлі, видобутку корисних копалин, будівництва залізниць, боротьби з лісовими пожежами та випасу овець і великої рогатої худоби лише близько 25 % природного рослинного покриву Сьєрра-Невади залишаються незайманими. Значна частина незайманих ландшафтів знаходиться на високих висотах, часто у альпійській зоні та менш продуктивних субальпійських високогір'ях. Понад 60 % низькогірських лісів Сьєрра-Невади були знищені, а багато з тих, що залишилися, деградували внаслідок вирубки порушення режиму пожеж. Найбільший відсоток втрати природних ландшафтів спостерігається у пізньосукцесійних лісах, передгірських рідколіссях та прибережних зонах. Основними загрозами для збереження природного середовища екорегіону є подальша вирубка лісів, порушення режиму пожеж, поширення інвазивних видів рослин та надмірний випас худоби. 
Оцінка 2017 року показала, що 17 306 км², або 33 % екорегіону, є заповідними територіями. Природоохоронні території включають: Національний парк Йосеміті, Національний парк Кінгс-Каньйон, Національний парк Секвоя, Національний ліс Ельдорадо, Національний ліс Гумбольдт-Тоябі, Національний ліс Іньо, Національний ліс Плумас, Національний ліс Секвоя, Національний ліс Сьєрра, Національний ліс Станіслаус та Підрозділ з управління басейном озера Тахо. У 1984 році Національний парк Йосеміті був внесений до списку Світової спадщини ЮНЕСКО.